# Fort Osowiec
Fort Osowiec är en polsk befästning vid floden Bóbr, nära den gamla gränsen mot Ostpreussen.
Fästningen var under första världskriget av betydelse för ryssarna genom att spärra de genom de milsvida sumpmarkerna gående väg- och järnvägsförbindelserna. Osowiec, som hösten 1914 och våren 1915 motstod tyskarnas anfall, intogs av dem 22 augusti 1915.